# 铎罗

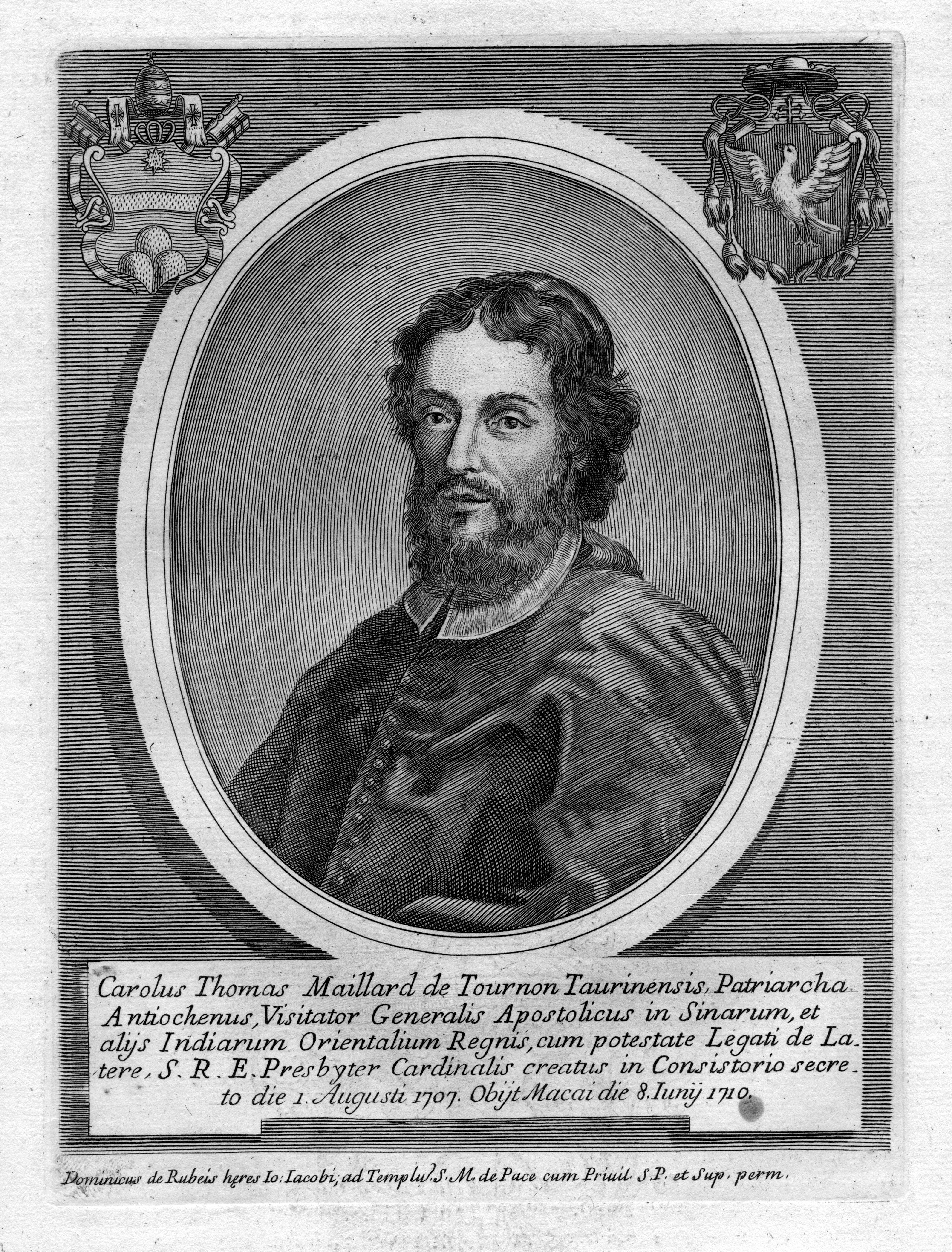

铎罗（Charles-Thomas Maillard de Tournon，1668年－1710年），意大利都靈人，罗马天主教教宗派往大清帝国的教皇使节，中国礼仪之争的重要当事人。1705年抵达北京，两次被康熙帝召见，1707年铎罗抵达南京，不顾天主教耶稣会传教士的反对，发布南京教令，禁止中国天主教徒敬拜祖先，因而被康熙帝下令驱逐出中国内地，押送澳门关押，1710年死于澳门。
康熙为向罗马教宗澄清禁止中国天主教徒敬拜祖先的教令问题，特派遣耶稣会传教士艾若瑟出使欧洲，中国天主教徒樊守义陪同前往。